# Ruch Odrodzenia Gospodarczego im. Edwarda Gierka
Ruch Odrodzenia Gospodarczego im. Edwarda Gierka (ROG) – polskie lewicowe ugrupowanie o programie socjalistycznym, odwołujące się do dorobku rządów Edwarda Gierka (I sekretarza KC PZPR w latach 1970–1980). Założył je 17 grudnia 2004 prof. Paweł Bożyk (partię zarejestrowano 14 marca 2005, wyrejestrowano 24 stycznia 2017). Największe struktury terenowe zlokalizowane były w Zagłębiu i w Warszawie.

## Historia
ROG opowiadał się za aktywnym uczestnictwem Polski w Unii Europejskiej przy jednoczesnych przyjaznych stosunkach ze Wschodem, a także za zaprzestanie działań w ramach NATO. Postulowała wycofanie wojsk z Iraku.
Wśród założycieli ugrupowania, oprócz Pawła Bożyka (niegdysiejszego szefa zespołu doradców Edwarda Gierka), byli m.in. syn Edwarda Gierka i eurodeputowany, prof. Adam Gierek (należący do Unii Pracy), a także senator klubu SLD-UP „Lewica Razem” Jerzy Pieniążek (który wcześniej opuścił SLD). ROG im. Edwarda Gierka w wyborach parlamentarnych w 2005 startował z list Sojuszu Lewicy Demokratycznej. Nie udało się mu jednak wprowadzić do parlamentu żadnego swego przedstawiciela. W wyborach prezydenckich w tym samym roku partia popierała kandydaturę Włodzimierza Cimoszewicza z SLD, a po jego rezygnacji zasugerowała poparcie Andrzeja Leppera z Samoobrony RP. W wyborach prezydenckich w 2010 partia postanowiła poprzeć kandydata SLD Grzegorza Napieralskiego. W wyborach parlamentarnych w 2011 szef partii Paweł Bożyk startował do Sejmu z 2. miejsca na katowickiej liście SLD, uzyskując 1035 głosów, co nie dało mu mandatu poselskiego. W 2013 partia współorganizowała szereg konferencji poświęconych Edwardowi Gierkowi, z okazji stulecia jego narodzin. W wyborach parlamentarnych w 2015 ROG poparł koalicję Zjednoczona Lewica, a ówczesny wiceprzewodniczący partii Eugeniusz Wypijewski wystartował z jej ramienia do Senatu w okręgu włocławskim, zajmując 3. miejsce spośród 6 kandydatów (uzyskał 13,57% głosów). W wyniku niezłożenia sprawozdania finansowego za 2015 rok, w styczniu 2017 partia została wykreślona z ewidencji, jednak ugrupowanie kontynuowało działalność. Przed wyborami samorządowymi w 2018 ROG współtworzył koalicję SLD Lewica Razem. W wyborach do Parlamentu Europejskiego w 2019 działaczka ROG Bożena Szubińska kandydowała z listy Wiosny. Ponadto ugrupowanie poparło Bogusława Blicharskiego z RSS, startującego z listy koalicji Lewica Razem. W wyborach parlamentarnych w tym samym roku ROG poparł kandydatów SLD – ponownie Bożenę Szubińską (należącą już do Wiosny) oraz działacza SLD Piotra Gadzinowskiego. W wyborach prezydenckich w 2020 ugrupowanie poparło przewodniczącego UP Waldemara Witkowskiego. W 2021 środowisko związane z ROG przystąpiło do tworzenia partii Polski Ruch Lewicowy. 12 października tegoż roku zmarł lider ROG Paweł Bożyk. 17 listopada 2023 Sąd Okręgowy w Warszawie zarejestrował partię PRL (zgłoszoną do ewidencji w marcu tego samego roku), która została nieprawomocnie wyrejestrowana 18 listopada 2024.